# Холден-Хайтс (Флорида)
Холден-Хайтс (англ. Holden Heights) — статистически обособленная местность, расположенная в округе Ориндж (штат Флорида, США) с населением в 3856 человек по статистическим данным переписи 2000 года.

## География
По данным Бюро переписи населения США статистически обособленная местность Холден-Хайтс имеет общую площадь в 4,4 квадратных километров, из которых 3,37 кв. километров занимает земля и 1,04 кв. километров — вода. Площадь водных ресурсов округа составляет 23,64 % от всей его площади.
Статистически обособленная местность Холден-Хайтс расположена на высоте 29 м над уровнем моря.

## Демография
По данным переписи населения 2000 года в Холден-Хайтс проживало 3856 человек, 950 семей, насчитывалось 1391 домашнее хозяйство и 1631 жилой дом. Средняя плотность населения составляла около 876,36 человек на один квадратный километр. Расовый состав населённого пункта распределился следующим образом: 72,77 % белых, 17,27 % — чёрных или афроамериканцев, 0,31 % — коренных американцев, 2,62 % — азиатов, 0,18 % — выходцев с тихоокеанских островов, 2,83 % — представителей смешанных рас, 4,02 % — других народностей. Испаноговорящие составили 14,68 % от всех жителей статистически обособленной местности.
Из 1391 домашних хозяйств в 26,8 % воспитывали детей в возрасте до 18 лет, 49,7 % представляли собой совместно проживающие супружеские пары, в 12,9 % семей женщины проживали без мужей, 31,7 % не имели семей. 20,9 % от общего числа семей на момент переписи жили самостоятельно, при этом 6,1 % составили одинокие пожилые люди в возрасте 65 лет и старше. Средний размер домашнего хозяйства составил 2,55 человек, а средний размер семьи — 2,91 человек.
Население статистически обособленной местности по возрастному диапазону по данным переписи 2000 года распределилось следующим образом: 19,7 % — жители младше 18 лет, 6,5 % — между 18 и 24 годами, 31,8 % — от 25 до 44 лет, 24,0 % — от 45 до 64 лет и 18,0 % — в возрасте 65 лет и старше. Средний возраст жителей составил 40 лет. На каждые 100 женщин в Холден-Хайтс приходилось 101,7 мужчин, при этом на каждые сто женщин 18 лет и старше приходилось 99,8 мужчин также старше 18 лет.
Средний доход на одно домашнее хозяйство статистически обособленной местности составил 46 950 долларов США, а средний доход на одну семью — 48 693 доллара. При этом мужчины имели средний доход в 30 731 доллар США в год против 28 707 долларов среднегодового дохода у женщин. Доход на душу населения статистически обособленной местности составил 46 950 долларов в год. 12,6 % от всего числа семей в населённом пункте и 16,6 % от всей численности населения находилось на момент переписи населения за чертой бедности, при этом 28,3 % из них были моложе 18 лет и 2,6 % — в возрасте 65 лет и старше.